# Clunio adriaticus
Clunio adriaticus är en tvåvingeart som beskrevs av Ignaz Rudolph Schiner 1856. Clunio adriaticus ingår i släktet Clunio och familjen fjädermyggor. Inga underarter finns listade i Catalogue of Life.